# Konklave 1878
Das Konklave von 1878 tagte vom 18. bis 20. Februar 1878. Es war nötig geworden, da Papst Pius IX. nach dem längsten Pontifikat der Geschichte (1846–1878) am 7. Februar 1878 gestorben war. Im dritten Wahlgang wurde Vincenzo Gioacchino Pecci als Papst Leo XIII. gewählt.

Pius IX. †
Wappen des Kardinalkämmerers während der Sedisvakanz (Camerlengo Gioacchino Kardinal Pecci)
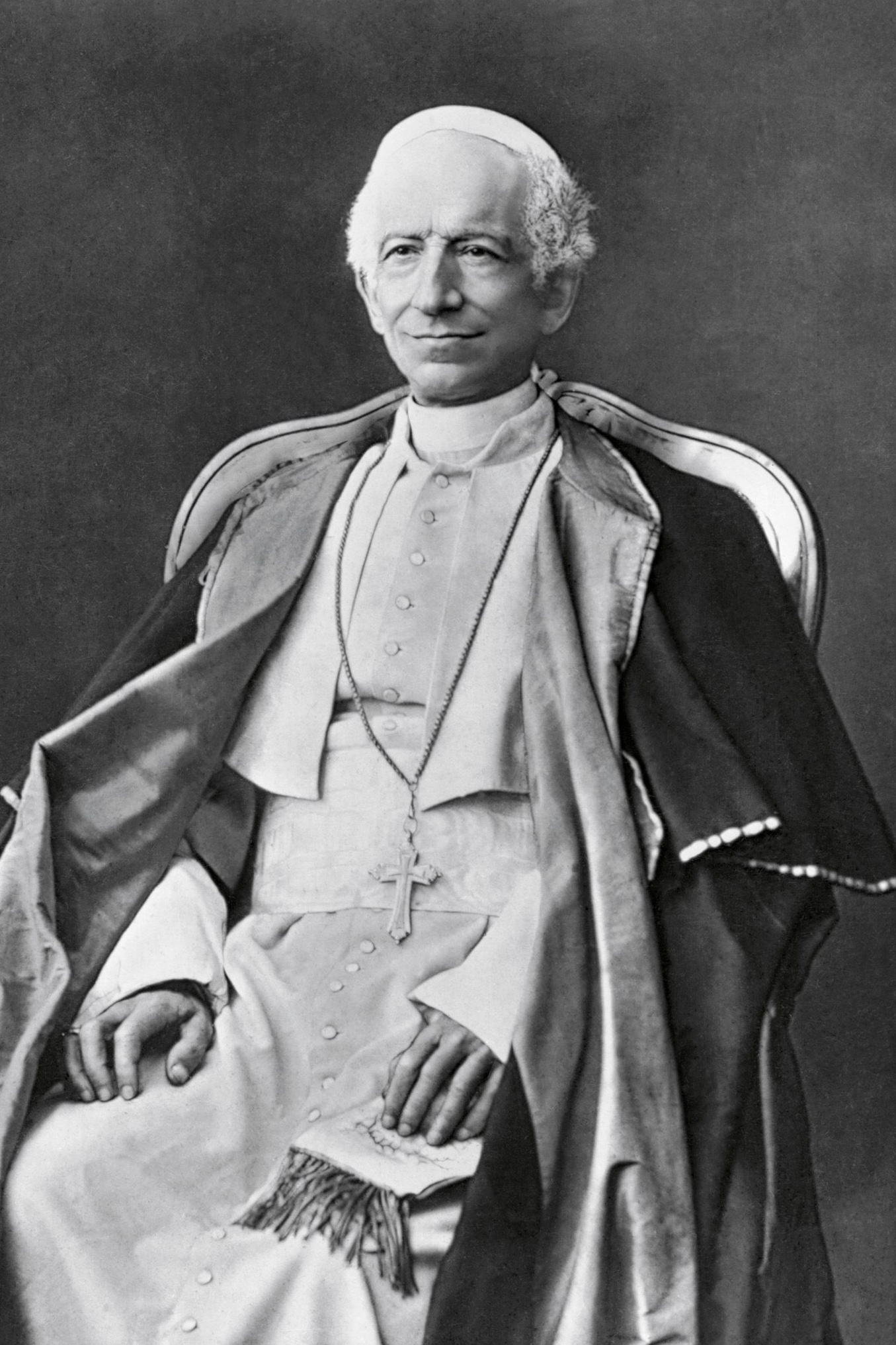
Leo XIII.

## Verlauf

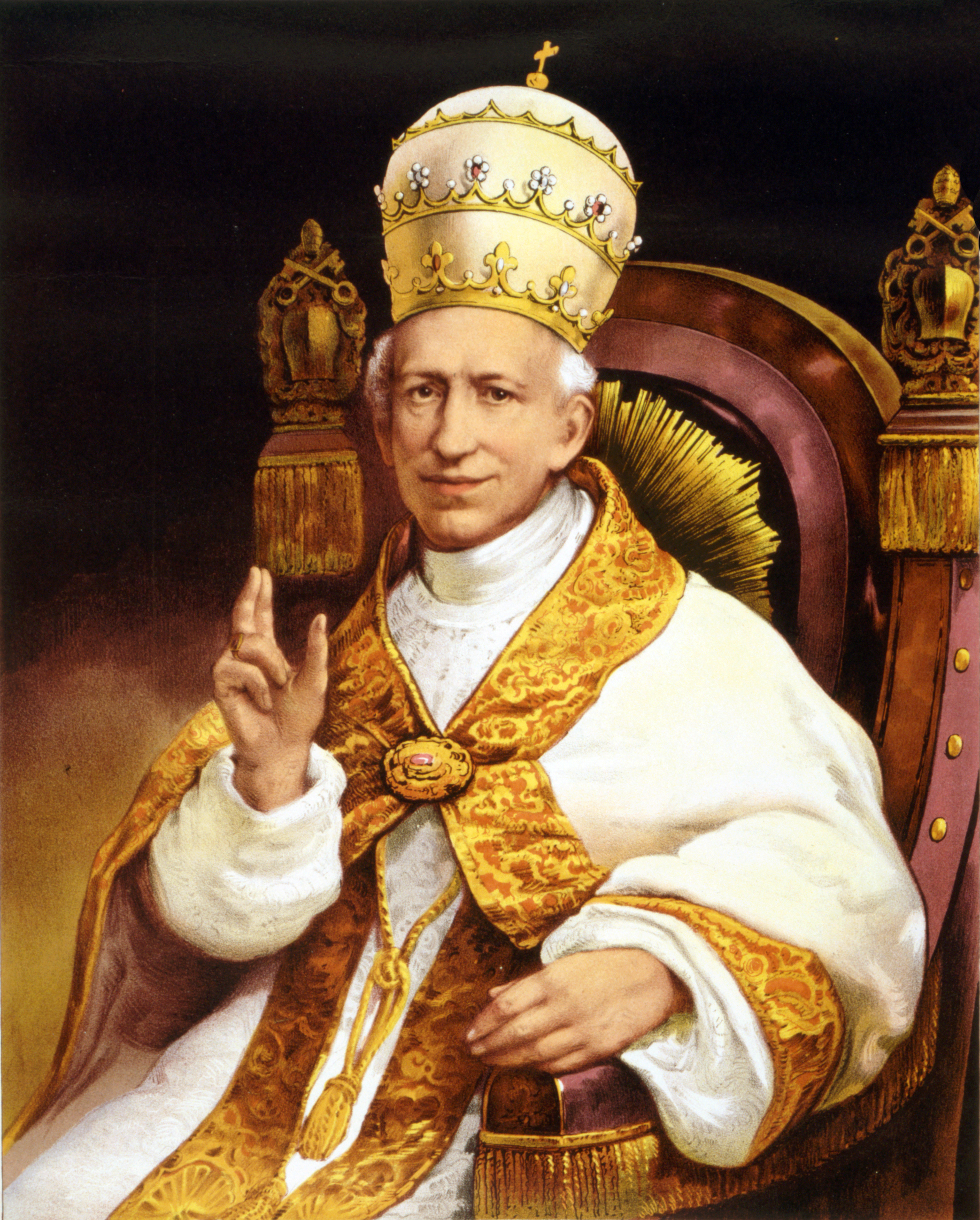
Leo XIII.

Das Konklave trat elf Tage nach dem Tod Pius’ IX. zusammen. Es war das dritte Konklave nach 1513 und 1523, das in der Sixtinischen Kapelle stattfand. Seit diesem Konklave tagten die Kardinäle immer in der Sixtinischen Kapelle.
Im dritten Wahlgang am 20. Februar wurde schließlich der Camerlengo Vincenzo Gioacchino Pecci mit 44 Stimmen zum Papst gewählt. Er gehörte vor dem Konklave nicht zu den Papabili, da er bereits 68 Jahre alt war und der Camerlengo eigentlich so gut wie nie zum Papst gewählt wird.

### Erster Wahlgang
Schon im ersten Wahlgang erreichte Kardinal Pecci die höchste Stimmzahl, während die Favoriten Alessandro Franchi und Luigi Bilio deutlich unterlegen waren.
Vincenzo Gioacchino Pecci: 19 Stimmen

Luigi Bilio: 6 Stimmen

Alessandro Franchi: 4 Stimmen

### Zweiter Wahlgang
Auch im nächsten Wahlgang lag Pecci deutlich vor den favorisierten Kurienkardinälen.
Vincenzo Gioacchino Pecci: 26 Stimmen

Luigi Bilio: 7 Stimmen

Alessandro Franchi: 2 Stimmen

### Dritter Wahlgang
Im dritten Wahlgang erreichte Pecci mit 44 Stimmen (=72,13 %) die nötige Zweidrittelmehrheit und wurde somit zum Papst gewählt. Er nahm den Papstnamen Leo XIII. an.

## Kardinäle
Nach dem Tod Pius’ IX. gab es 64 Kardinäle. 61 nahmen am Konklave teil. Von den Teilnehmern wurden 4 noch von Papst Gregor XVI. (1831–1846) kreiert, die restlichen 57 von Pius IX. Alle 61 teilnehmenden Kardinäle waren Europäer. Der einzige nicht-europäische Kardinal (John McCloskey) traf erst in Rom ein, als Leo XIII. schon gewählt wurde.

### Teilnehmer
- Königreich Italien: Luigi Amat di San Filippo e Sorso, Kardinaldekan
- Königreich Italien: Camillo Di Pietro, Kardinalsubdekan
- Königreich Italien: Carlo Sacconi
- Königreich Italien: Vincenzo Gioacchino Pecci, Bischof von Perugia, Camerlengo (zu Leo XIII. gewählt)
- Königreich Italien: Giovanni Simeoni, Staatssekretär Pius’ IX.
- Königreich Italien: Filippo Maria Guidi
- Königreich Italien: Luigi Bilio, Kardinalgroßpönitentiar
- Königreich Italien: Carlo Luigi Morichini
- Österreich-Ungarn: Friedrich Johannes Jacob Cölestin von Schwarzenberg, Erzbischof von Prag, Kardinalprotopriester
- Königreich Italien: Fabio Maria Asquini
- Königreich Italien: Domenico Carafa della Spina, Erzbischof von Benevent
- Frankreich: François-Auguste-Ferdinand Donnet, Erzbischof von Bordeaux
- Königreich Italien: Antonio Benedetto Antonucci, Erzbischof von Ancona
- Königreich Italien: Antonio Maria Panebianco
- Königreich Italien: Antonino De Luca, Präfekt der Indexkongregation
- Frankreich: Jean-Baptiste Pitra
- Frankreich: Henri-Marie-Gaston Boisnormand de Bonnechose, Erzbischof von Rouen
- Deutsches Reich: Gustav Adolf zu Hohenlohe-Schillingsfürst
- Frankreich: Lucien-Louis-Joseph-Napoleon Bonaparte
- Königreich Italien: Innocenzo Ferrieri
- Königreich Italien: Giuseppe Berardi
- Königreich Italien: Raffaele Monaco La Valletta
- Spanien: Juan de la Cruz Ignacio Moreno y Maisonave, Erzbischof von Toledo
- Portugal: Inácio do Nascimento de Morais Cardoso, Patriarch von Lissabon
- Frankreich: René-François Régnier
- Königreich Italien: Flavio Chigi
- Königreich Italien: Alessandro Franchi, Präfekt der Kongregation De Propaganda Fide
- Frankreich: Joseph Hippolyte Guibert, Erzbischof von Paris
- Königreich Italien: Luigi Oreglia di Santo Stefano
- Österreich-Ungarn: János Simor, Erzbischof von Esztergom-Budapest
- Königreich Italien: Tommaso Maria Martinelli
- Königreich Italien: Ruggero Luigi Emidio Antici Mattei
- Königreich Italien: Pietro Gianelli
- Deutsches Reich: Mieczysław Halka Ledóchowski
- Vereinigtes Königreich: Henry Edward Manning, Erzbischof von Westminster
- Belgien: Victor-Augustin-Isidore Dechamps
- Königreich Italien: Domenico Bartolini
- Königreich Italien: Bartolomeo d’Avanzo
- Österreich-Ungarn: Johannes Baptist Franzelin
- Spanien: Francisco de Paula Benavides y Navarrete
- Königreich Italien: Francesco Saverio Apuzzo, Erzbischof von Capua
- Spanien: Manuel García Gil, Erzbischof von Saragossa
- Vereinigtes Königreich: Edward Henry Howard
- Spanien: Miguel Payá y Rico, Erzbischof von Santiago de Compostela
- Frankreich: Louis-Marie-Joseph-Eusèbe Caverot, Erzbischof von Lyon
- Königreich Italien: Luigi di Canossa
- Königreich Italien: Luigi Serafini, Bischof von Viterbo
- Österreich-Ungarn: Josip Mihalović, Erzbischof von Zagreb
- Österreich-Ungarn: Johann Rudolf Kutschker, Erzbischof von Wien
- Königreich Italien: Lucido Maria Parocchi, Erzbischof von Bologna
- Königreich Italien: Vincenzo Moretti
- Königreich Italien: Antonio Pellegrini
- Königreich Italien: Prospero Caterini, Kardinalprotodiakon
- Königreich Italien: Theodulf Mertel
- Königreich Italien: Domenico Consolini
- Königreich Italien: Edoardo Borromeo
- Königreich Italien: Lorenzo Ilarione Randi
- Königreich Italien: Bartolomeo Pacca
- Königreich Italien: Lorenzo Nina
- Königreich Italien: Enea Sbarretti
- Frankreich: Frédéric de Falloux du Coudray

### Abwesende oder verspätete Kardinäle
Drei Kardinäle trafen verspätet im Konklave ein oder konnten nicht teilnehmen:
- Frankreich: Geoffroy Brossais Saint-Marc, Erzbischof von Rennes (nahm aus Krankheitsgründen nicht teil)
- Irland: Paul Cullen, Erzbischof von Dublin (erschien verspätet)
- Vereinigte Staaten: John McCloskey, Erzbischof von New York (erschien verspätet)